# Żary
Żary (udtale: [ˈʐarɨ]  ( hør) tysk: Sorau, sorbisk: Žarow, udtalt: [ˈʒarɔw])  er en by og en kommune (Gmina) i det vestlige Polen, der ligger  i voivodskabet Lubusz (Województwo lubuskie) og har 36.004(2021) indbyggere og et areal på 	33,24  km².   Den  er administrationsby i powiatet (amt) Żary.
Żary ligger i den østlige del af den historiske Niederlausitz-region, i grænselandet til Schlesien lavlandet og Storpolen, groft afgrænset  af floderne Bóbr og Oder. Byen er et af de største økonomiske og turistmæssige centre i den sydlige Lubuskie-region og den største by i den polske del af Lausitz, og omtales også som dens uofficielle hovedstad. Byen, hvis historie går mere end 1000 år tilbage,Ordet "Zara" (som sandsynligvis refererede til et lille uafhængigt slavisk stamme) dukkede op for første gang i Thietmars krønike fra 1007  og byder på mange historiske steder.

## Galleri
- Promnitzs' palads
- Brama Dolna (nedre port)
- Museum med det gamle klokketårn i baggrunden
- Żary kulturcenter
- Vor Frue af Scapular kirken
- Okrzeigaden
- Dewins-Packs-Bibersteins slot
- Retsbygning